# 18624 Prévert
18624 Prévert è un asteroide della fascia principale. Scoperto nel 1998, presenta un'orbita caratterizzata da un semiasse maggiore pari a 3,1168640 UA e da un'eccentricità di 0,0507882, inclinata di 19,01405° rispetto all'eclittica.
L'asteroide era stato inizialmente battezzato 14479 Prevert per poi essere corretto nella denominazione attuale.
L'asteroide è dedicato al poeta francese Jacques Prévert.